# 亚历山大·瓦季莫维奇·鲁缅采夫
亚历山大·瓦季莫维奇·鲁缅采夫（俄语：Александр Вадимович Румянцев，1986年12月5日—），俄罗斯男子速度滑冰运动员，2019年世界单程距离速度滑冰锦标赛男子团体追逐赛铜牌得主、2021年世界速度滑冰锦标赛男子10000米铜牌得主。